# Piera
Piera ist die flächengrößte Gemeinde der Comarca Anoia der Provinz Barcelona in Katalonien (Spanien). Die Gemeinde hat eine Fläche von  57,3 km² und 17.555 Einwohnern (Stand: 2024). Sie liegt durchschnittlich 324,7 m hoch. Die Einwohnerzahl erhöht sich in den Sommermonaten beträchtlich, da viele Einwohner des Inlandes in Piera Ferienhäuser haben.
Die Gemeinde liegt im Südosten der Comarca Anoia an der Grenze zum Alt Penedès. Laut Inventar von 1981 besteht das Gemeindegebiet aus dem Hauptort sowie 74 Streusiedlungen und 18 Vierteln.
Nachbargemeinden sind im Norden Castellolí und El Bruc, im Nordwesten Pobla de Claramunt und Vallbona d’Anoia, im Westen Cabrera d’Igualada, im Südwesten Torrelavit, im Süden Sant Sadurní d’Anoia, im Südosten Sant Llorenç d’Hortons, im Osten Masquefa und im Nordosten Hostalets de Pierola.
Piera ist an die Bahnlinien der Ferrocarrils de la Generalitat de Catalunya und der Hispano Igualadina sowie an fünf Überlandstraßen angebunden.

## Persönlichkeiten
- Ilias Akhomach Chakkour (* 2004), Fußballspieler
- Toni Bou (* 1986), 37facher Weltmeister im Trial